# Eriopyga lilacea
Eriopyga lilacea är en fjärilsart som beskrevs av Köhler 1947. Eriopyga lilacea ingår i släktet Eriopyga och familjen nattflyn. Inga underarter finns listade i Catalogue of Life.